# Alfons Capella
Alfons Capella (Palafrugell, 10 de maig de 1936) és un físic teòric català que ha treballat al Laboratori de Física Teòrica d'Orsay, París (França), d'ençà el 1960.
Llicenciat en Física per la Universitat de Barcelona (1959), Alfons Capella es va doctorar en Ciències (1963) i Filosofia (1964) a la Universitat de París. Fou "Stagiaire de recherche" al Centre Nacional d'Investigacions Científiques (CNRS) francès (1960-1961); "attaché recherche" al CNRS (1961-1969); investigador màster del CNRS (1969-1992); membre del Comitè nacional del CNRS (1975-1980); director de recerca del CNRS (1992-). Ha fet estades científiques al laboratori CERN (1965-1967, 1975-76), ha estat membre del comitè científic Laboratori Ecole Normale de París (1977-1978), i membre del comitè científic de la conferència internacional "Rencontres de Moriond", Savoia (1980-1998).
El 2001 fou guardonat amb un Doctorat honoris causa per la Universitat de Santiago de Compostel·la.
Amb més de 150 articles publicats en física de la interacció forta, el seu treball més conegut (gairebé 800 citacions l'any 2020) és sobre el model dual dels partons.